# Shike

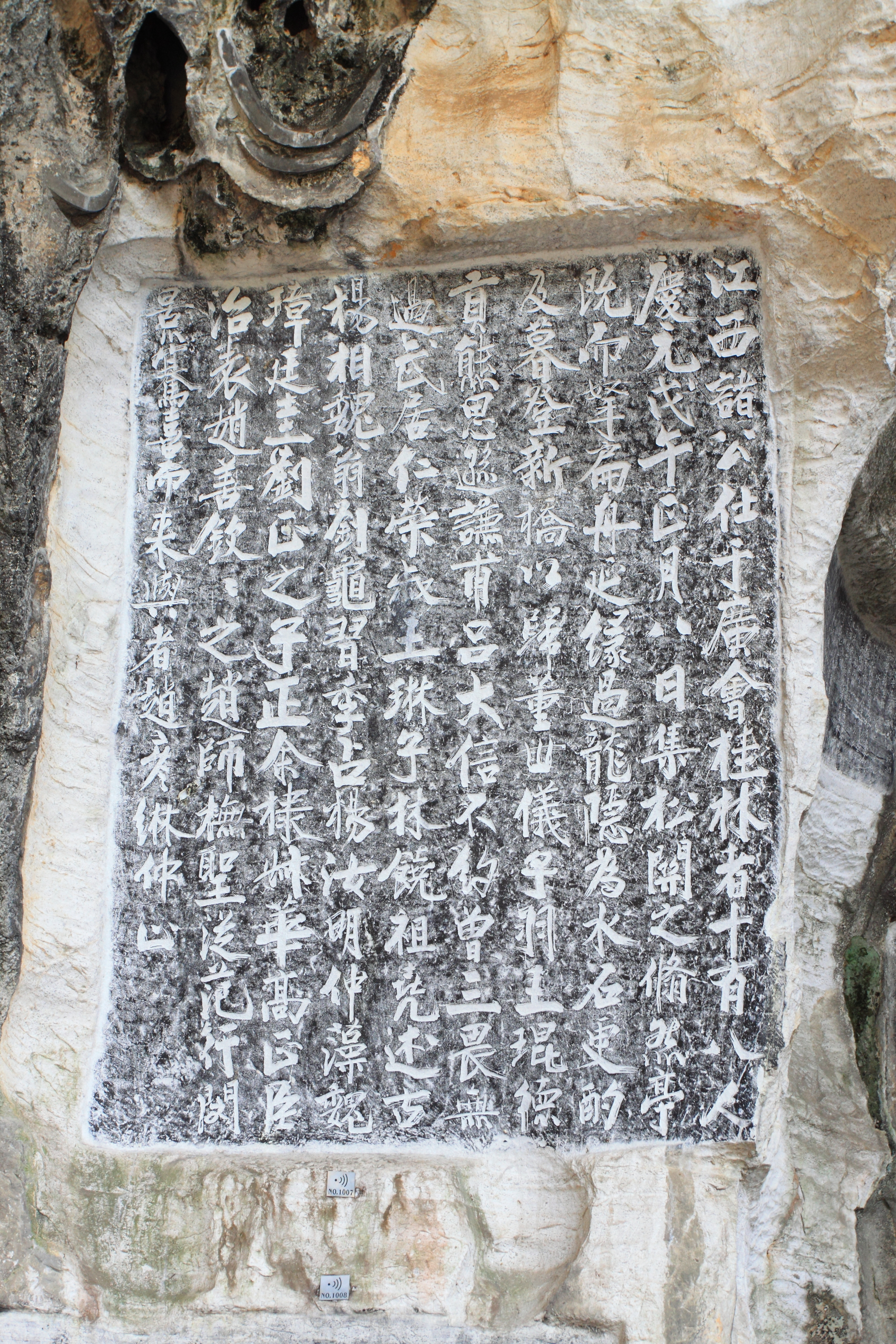
Shike in der Longyin-Höhle bei Guilin

Als Shike (石刻,  shíkè) werden im Chinesischen die Steinschnitzerei im Allgemeinen, insbesondere aber die in Stein geschnitzten Inschriften oder Reliefs bezeichnet. In vielen Steininschriften werden historische Ereignisse oder biographische Details überliefert. Sie sind in Gräbern, in der religiösen Kunst und auf unzähligen Stelen vieler anderer Stätten anzutreffen.
Berühmte Dokumente sind:
- die „Steintrommel“inschriften (shígǔwén 石鼓文 – Inschriften auf trommelförmigen Steinblöcken)
- die „Verwünschung von Chu“-Stelen (zǔChǔwén 诅楚文/詛楚文 – zehn beschriftete Stelen aus dem Reich Qin)
- die Steininschriften des Qin-States (Qínkèshí 秦刻石 – sieben beschriftete Qin-Stelen, die von den Heldentaten des Ersten Kaisers berichten)
- die Nestorianische Stele (Dàqín Jǐngjiào liúxíng Zhōngguó bēi 大秦景教流行中国碑, eine Stele zur Verbreitung des Nestorianismus in China)
- die Stele zum Gedenken an den Prinzen Jin (Shēngxiān tàizǐ bēi 升仙太子碑)
- das Epitaph auf dem Grab des Wang Xingzhi und seiner Frau (Wáng Xìngzhī fūfù mùzhì 王兴之夫妇墓志).